# Pro Tools
Pro Tools is een digitaal audiomontagesysteem (daw) voor het professioneel bewerken en opnemen van audio. De software wordt ontwikkeld door Avid Technology (vroeger Digidesign) voor Mac OS en Microsoft Windows.
Oorspronkelijk was Pro Tools een zuiver audiosoftwareprogramma, maar het werd geleidelijk uitgebreid met MIDI-functies.
In tegenstelling tot andere muziekprogramma's ondersteunde Pro Tools uitsluitend hardware van Digidesign en M-Audio (beide behorend tot Avid). Met de invoering van Protools 9 eind 2010 kwam hier een einde aan. Protools ondersteunt nu ook andere ASIO-compatibele audio-interfaces.
De huidige versies zijn:
- Pro Tools 2018 Uitgebracht in 2018. De HD versie is vervangen door een Ultimate versie.
- Pro Tools 11, uitgebracht in 2013
- Pro Tools HD 10 De meest uitgebreide versie van Pro Tools
- Pro Tools HD 10 Native Deze versie biedt hetzelfde als Pro Tools HD10, maar biedt geen TDM support.
- Pro Tools 10 Dit is de standaardversie van Pro Tools, deze versie is compatibel met (bijna) alle audio interfaces.
- Pro Tools MP 9  Dit is de meest uitgeklede Pro Tools versie, die compatibel is met M-Audio audio interfaces.

Tevens is er nog de Pro Tools complete production toolkit. Deze toolkit is een upgrade voor Pro Tools 10 (& 9).